# Herichthys steindachneri
Herichthys steindachneri es una especie de peces de la familia Cichlidae en el orden de los Perciformes.

## Morfología
Los machos pueden llegar alcanzar los 40 cm de longitud total.

## Alimentación
Come caracoles.

## Hábitat
Vive en zonas de clima tropical entre 23 °C-29 °C de temperatura.

## Distribución geográfica
Se encuentran en América: es una especie endémica de los ríos Tamasopo,  Gallinas y Ojo Frío ( cuenca del río Pánuco, norte de México ).